# 7106 Kondakov
7106 Kondakov è un asteroide della fascia principale. Scoperto nel 1978, presenta un'orbita caratterizzata da un semiasse maggiore pari a 2,7992396 UA e da un'eccentricità di 0,1791025, inclinata di 9,91727° rispetto all'eclittica.